# 曳舟駅
曳舟駅（ひきふねえき）は、東京都墨田区東向島二丁目にある、東武鉄道の駅である。駅番号はTS 04。
駅名標に記載された副駅名は「東京曳舟病院前」。

## 乗り入れ路線
伊勢崎線と亀戸線が乗り入れており、亀戸線の起点となっている。また、伊勢崎線の当駅前後は「東武スカイツリーライン」の愛称区間に含まれている。
伊勢崎線は当駅で浅草方面と押上方面に分岐する。そのため、亀戸線を含めると、当駅からは4方向へ路線が延びている。なお、当駅 - 押上駅間は、正式には当駅からとうきょうスカイツリー駅までの区間の線増扱いとなっている。

## 歴史
当駅は1902年（明治35年）4月1日、伊勢崎線の途中駅として開業した。2年後の1904年（明治37年）4月5日に亀戸線が開通すると当駅 - 吾妻橋駅（現・とうきょうスカイツリー駅）間は一時廃止となったが、1908年（明治41年）に貨物列車のみ運行再開した。旅客列車についても1910年（明治43年）に運行再開し、当駅は伊勢崎線と亀戸線の乗換駅となった。
2003年（平成15年）3月19日に帝都高速度交通営団（営団地下鉄）、後の東京地下鉄（東京メトロ）半蔵門線との直通運転開始に伴い、当駅は押上方面への分岐駅となった。半蔵門線直通列車は全て優等列車であり、浅草発着各停と当駅で接続を行うことによって当駅 - 北千住間の利便性を確保している。2011年（平成23年）3月11日に発生した東日本大震災では、駅ビルの壁面が崩落して架線が損傷する被害を受けた。後に駅ビルは解体され、跡地は2017年（平成29年）4月1日に東京曳舟病院が開院した。

### 年表
- 1902年（明治35年）4月1日：吾妻橋駅（現・とうきょうスカイツリー駅） - 北千住駅間開業と同時に開設[2][3]。
- 1904年（明治37年）4月5日：亀戸線当駅 - 亀戸駅間開通[4]。
- 1967年（昭和42年）2月21日：高架化[5][6]。
- 1979年（昭和54年）6月16日：5階建て駅ビル、「東武曳舟ビル」が東口に竣工。曳舟東武ボウルが開場。
- 1986年（昭和61年）8月26日：当駅 - 南栗橋駅間で朝ラッシュ時10両編成運行開始。
- 1990年（平成2年）9月25日：10両編成運行列車を業平橋駅まで延伸、当駅折返しは廃止。
- 1994年（平成6年）8月2日：10両編成準急浅草行の後部4両を当駅で解放作業開始。
- 2003年（平成15年）3月19日：当駅 - 押上駅間延伸。営団地下鉄半蔵門線（当時）・東急田園都市線との相互直通運転開始[7]。同時に浅草行の解放作業を北千住駅に変更。
- 2003年（平成15年）頃：亀戸線ホーム（5番線）に発車メロディ導入。
- 2004年（平成16年）10月19日：亀戸線でワンマン運転開始。
- 2006年（平成18年）3月：ホームと改札階を連絡するエレベーターを3基新設。
- 2010年（平成22年）10月28日：伊勢崎線ホーム（1 - 4番線）に発車メロディ導入。
- 2011年（平成23年）3月11日：東日本大震災に伴い東武曳舟ビル壁面が崩落し、架線が損傷。曳舟東武ボウルが休業し、後に閉場。
- 2012年（平成24年）3月17日：TS 04の駅ナンバリング導入。
- 2013年（平成25年）：東武曳舟ビル解体。
- 2017年（平成29年）
  - 4月1日：駅直結のビルに東京曳舟病院開院、それに合わせて副名称として「東京曳舟病院前」が設定[1]。
  - 4月7日：商業施設「EQUiA（エキア）曳舟」がオープン[1]。
- 2020年（令和2年）
  - 6月6日：上り朝時間帯（浅草着9:52まで全列車）と下り夕方・夜時間帯（浅草発17:09以降の夜行を除く全列車）に特急が停車開始[8]。

### 駅名の由来
駅開設当時に付近で交差していた曳舟川に由来する。曳舟川は昭和初期に埋立てられ、現在は駅南側を通る道路（曳舟川通り）となっている。
「曳舟」は駅周辺の通称となっているが、行政上ではこの町名は存在しない。

## 駅構造
島式ホーム2面4線と単式ホーム1面1線、計3面5線を有する高架駅。
コンコースは高架下にあり、コンコースと各ホームを結ぶエスカレーターとエレベーターが設置されている。かつては、コンコース3・4番線行エレベーター付近にトイレが設置されていたが、2012年（平成24年）春に移設された。

### のりば
| 番線 | 路線                   | 方向 | 行先                                                                       | 備考                               |
| ---- | ---------------------- | ---- | -------------------------------------------------------------------------- | ---------------------------------- |
| 1    | 東武スカイツリーライン | 下り | 北千住・新越谷・東武動物公園・ 伊勢崎線 久喜・ 日光線 南栗橋方面           | 浅草方面からの到着ホーム           |
| 2    | 東武スカイツリーライン | 下り | 北千住・新越谷・東武動物公園・ 伊勢崎線 久喜・ 日光線 南栗橋方面           | 押上方面からの到着ホーム           |
| 3    | 東武スカイツリーライン | 上り | とうきょうスカイツリー・浅草・ 半蔵門線 渋谷・ 東急田園都市線 中央林間方面 | 押上（一部浅草）方面への出発ホーム |
| 4    | 東武スカイツリーライン | 上り | とうきょうスカイツリー・浅草・ 半蔵門線 渋谷・ 東急田園都市線 中央林間方面 | 浅草方面への出発ホーム             |
| 4    | 亀戸線                 | -    | 亀戸方面                                                                   | 早朝の亀戸方面の回送に使用         |
| 5    | 亀戸線                 | -    | 亀戸方面                                                                   | 通常はこのホーム                   |

- 上記の路線名は旅客案内上の名称（「東武スカイツリーライン」は愛称）で表記している。
- 1・4番線は浅草駅発着列車、2・3番線は半蔵門線・田園都市線直通列車が使用する。上り列車に限り、当駅で特急の通過待ちを行う列車が設定されているが、その場合の浅草行きの列車は3番線を使用する。
  - 半蔵門線直通運転開始当初は、上下線の上り方に両渡り線が設置されていた。当駅で特急などを通過待ちする場合や、その前後で半蔵門線直通列車と接続する場合は1・4番線が使われ、浅草駅発着列車は2・3番線を使用していた。だが、2013年のダイヤ改正をもって、当駅における下りの特急の通過待ちは設定されなくなり、半蔵門線直通列車は2・3番線のみを使用するようになった。
- 5番線は亀戸線が発着し、ホーム有効長も2両と短く、ワンマン運転用のホームセンサーが設置されている。ただし、毎朝6時台の亀戸行き1本は南栗橋車両管区春日部支所から回送される関係上、4番線から発車し、4番線ホームにはその旨の案内表示が設置されている。
  - 亀戸線は、終着駅である当駅の手前で単線となり、4番線への分岐を経て5番線に達する。曳舟川通りを渡る都合上、かつては亀戸線は一旦4番線に合流してから5番線に分岐していたが、亀戸線専用に架橋されて本線系統から分離された。
- 全ホームで発車メロディが使用されている。伊勢崎線ホーム（1 - 4番線）では2010年10月28日より導入された。伊勢崎線内の中間駅で導入されたのは、西新井駅に次いで2駅目である。亀戸線ホーム（5番線）では「PASSENGER」が使用されている。
- 東向島方に渡り線が設けられ、亀戸線用車両の回送や半蔵門線・田園都市線直通運転中止の際の折り返し（北千住から当駅までは回送）に使用される。2007年の構内改良工事により渡り線が両渡り線化され、直通運転中止時の折り返し能力向上が図られた。
- 早朝と深夜を除いて、浅草発着の列車と半蔵門線・田園都市線直通列車の接続がとられる。
- 2003年3月の改正までは当駅で10両編成の準急浅草行きの切り離し作業を行っていた。10両のうち切り離された4両2本のうち1本は伊勢崎線と亀戸線の間にあったガーター橋の引き込み線まで行き一旦留置しその後2本目が4番線に到着後1本目が当番線まで移動、切り離された4両同士を再連結し折返し回送にさせて運行していた。現在はガーター橋と車止め付近のレールのみが残されている。
- 夜間は3番線にて夜間滞泊が行われている。当該列車は北千住駅から回送で送り込まれ、翌朝は浅草まで回送された後折り返し館林行きの区間急行となる。
- 浅草方面の次駅はとうきょうスカイツリー、半蔵門線方面は押上で、両駅とも東京スカイツリーの最寄駅であるため、浅草方面・半蔵門線方面のどちらの電車に乗っても次の駅で降りれば東京スカイツリーへ行くことができる。なお、東京スカイツリータウンにおける位置としては前者は西側、後者は東側にあるため、目的に応じて使い分ける必要がある。

### 配線図
- 2013年3月ダイヤ改正後、半蔵門線の輸送障害時に北千住駅折り返しだった直通電車を押上駅まで伸ばし、同駅で東武線方面への折り返し運転ができるようにするため、曳舟駅の浅草寄りの配線が変更された。上下線の上り方に設置されていた2つの両渡り線が撤去され（上り線は3番線から浅草方面への片渡り線化）、曳舟駅2番線から押上駅1番線へ向かう片渡り線を繋ぐ工事が行われ、2013年10月末に完成した。ここに示す配線図はそのダイヤ改正前のものである。

| ← 錦糸町・大手町・ 渋谷・中央林間 方面 | 曳舟駅周辺の鉄道配線略図 | → 北千住・春日部 ・久喜・南栗橋 方面 |
| | ↓ 亀戸 方面              |                                      |
| 凡例 出典: ※ 本図の入線方向は通常営業運転の方向であり、直通運転中止時や回送列車の入線方向を含まない。 ※ 東武伊勢崎線浅草方面の地上部配線は、とうきょうスカイツリー駅付近でクロスして図の左上方向へ向かうが、本図では省略している。 |                          |                                      |

## 利用状況
2024年度（令和6年度）の1日平均乗降人員は29,890人である。この数値には乗り換え利用客は含まれていない。
東武伊勢崎線の急行停車駅としては和戸駅に次いで乗降人員が少ないものの、2003年（平成15年）に半蔵門線との相互直通運転が開始されてからは毎年乗降人員が増加している。亀戸線では第1位。
近年の1日平均乗降・乗車人員の推移は以下の通り｡
| 年度               | 1日平均 乗降人員 | 一日平均 乗車人員 | 一日平均 乗車人員 | 出典       |
| 年度               | 1日平均 乗降人員 | 伊勢崎線          | 亀戸線            | 出典       |
| ------------------ | ---------------- | ----------------- | ----------------- | ---------- |
| 1992年（平成04年） |                  | 6,721             | 3,775             | [ * 1 ]    |
| 1993年（平成05年） |                  | 6,638             | 3,690             | [ * 2 ]    |
| 1994年（平成06年） |                  | 6,586             | 3,597             | [ * 3 ]    |
| 1995年（平成07年） |                  | 6,650             | 3,421             | [ * 4 ]    |
| 1996年（平成08年） |                  | 6,460             | 3,296             | [ * 5 ]    |
| 1997年（平成09年） |                  | 6,307             | 3,247             | [ * 6 ]    |
| 1998年（平成10年） | 18,779           | 6,016             | 3,110             | [ * 7 ]    |
| 1999年（平成11年） | 18,136           | 5,803             | 2,986             | [ * 8 ]    |
| 2000年（平成12年） | 17,694           | 5,652             | 2,904             | [ * 9 ]    |
| 2001年（平成13年） | 16,845           | 5,353             | 3,019             | [ * 10 ]   |
| 2002年（平成14年） | 16,659           | 5,326             | 2,940             | [ * 11 ]   |
| 2003年（平成15年） | 17,837           | 5,243             | 2,615             | [ * 12 ]   |
| 2004年（平成16年） | 18,226           | 5,395             | 2,512             | [ * 13 ]   |
| 2005年（平成17年） | 18,331           | 5,427             | 2,463             | [ * 14 ]   |
| 2006年（平成18年） | 18,999           | 5,449             | 2,466             | [ * 15 ]   |
| 2007年（平成19年） | 19,995           | 7,689             | 2,410             | [ * 16 ]   |
| 2008年（平成20年） | 20,994           | 8,151             | 2,414             | [ * 17 ]   |
| 2009年（平成21年） | 21,862           | 8,573             | 2,422             | [ * 18 ]   |
| 2010年（平成22年） | 23,152           | 9,085             | 2,532             | [ * 19 ]   |
| 2011年（平成23年） | 23,244           | 9,142             | 2,404             | [ * 20 ]   |
| 2012年（平成24年） | 24,135           | 9,369             | 2,413             | [ * 21 ]   |
| 2013年（平成25年） | 24,645           | 9,649             | 2,463             | [ * 22 ]   |
| 2014年（平成26年） | 24,668           | 9,739             | 2,410             | [ * 23 ]   |
| 2015年（平成27年） | 25,295           | 10,035            | 2,457             | [ * 24 ]   |
| 2016年（平成28年） | 26,001           | 10,413            | 2,383             | [ * 25 ]   |
| 2017年（平成29年） | 27,559           | 11,071            | 2,507             | [ * 26 ]   |
| 2018年（平成30年） | 28,623           |                   |                   | [ 東武 3 ] |
| 2019年（令和元年） | 29,498           |                   |                   | [ 東武 4 ] |
| 2020年（令和02年） | 22,744           |                   |                   | [ 東武 5 ] |
| 2021年（令和03年） | 24,016           |                   |                   | [ 東武 6 ] |
| 2022年（令和04年） | 26,427           |                   |                   | [ 東武 7 ] |
| 2023年（令和05年） | 28,309           |                   |                   | [ 東武 8 ] |
| 2024年（令和06年） | 29,890           |                   |                   | [ 東武 1 ] |

## 駅周辺

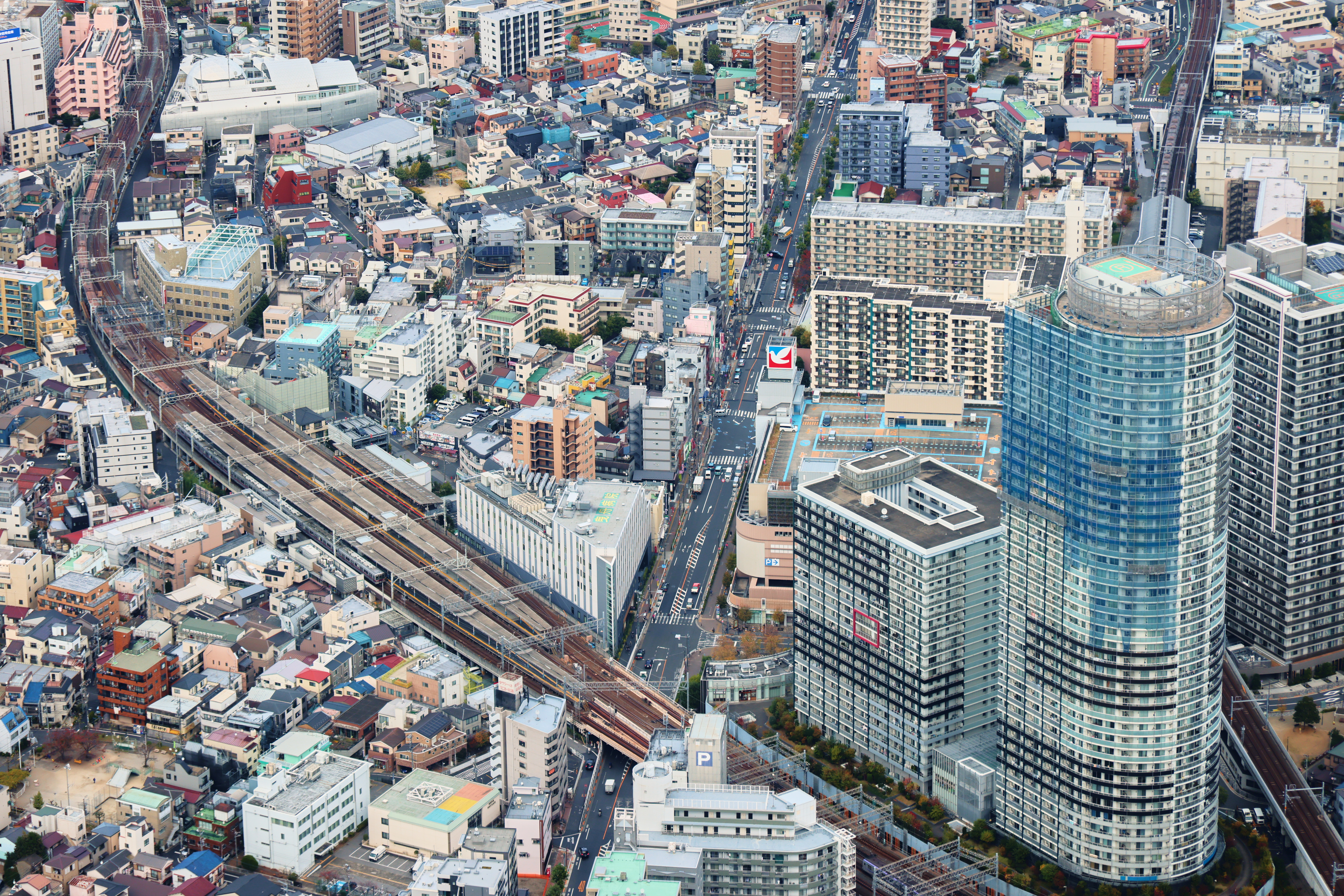
曳舟駅周辺の空撮（2022年11月）

2009年（平成21年）時点では東側で再開発が進んでいる。
- 墨田区曳舟文化センター
- 墨田区役所 東向島出張所
- すみだ生涯学習センター（ユートリヤ）
- 墨田区立ひきふね図書館
- 向島税務署
- 向島郵便局
- 墨田京島一郵便局
- 東向島一郵便局
- 京成曳舟駅（京成押上線）：徒歩5分。連絡運輸は行っていない。
- 国道6号
- 曳舟川通り
- 東京都立墨田川高等学校
- イトーヨーカドー曳舟店
- コモディイイダ東向島店
- 東京曳舟病院

## バス路線
最寄バス停留所は、「墨田区曳舟文化センター前」・「曳舟駅南（向島税務署入口）」・「曳舟文化センター」となる。以下の路線が乗り入れ、東京都交通局と京成バスにより運行されている。その他、リバーサイド墨田への無料送迎バス専用乗り場が設置されている。
- 墨田区曳舟文化センター前
  - 錦40：錦糸町駅前行 / 南千住駅東口行（都営バス）
- 曳舟駅南（向島税務署入口）・曳舟文化センター
  - すみだ百景 すみまるくん・すみりんちゃん 北西部ルート：鐘ヶ淵駅方面（京成バス）

## 隣の駅
東武鉄道
 東武スカイツリーライン
- ■特急「けごん」「きぬ」・■特急「りょうもう」・■特急「リバティけごん」「リバティりょうもう」一部停車駅、■特急「スカイツリーライナー」停車駅

■急行・■準急
押上駅 (TS 03) -  曳舟駅 (TS 04) - 北千住駅 (TS 09)
押上方面へは普通列車設定は無い。
■区間急行・■区間準急・■普通
とうきょうスカイツリー駅 (TS 02) - 曳舟駅 (TS 04) - 東向島駅 (TS 05)
 亀戸線
曳舟駅 (TS 04) - 小村井駅 (TS 41)